# Fighters Uncaged
Fighters Uncaged est un jeu vidéo développé par AMA et édité par Ubisoft. Il est sorti le 20 novembre 2010 et fait partie des jeux compatibles avec Kinect lors du lancement du périphérique.

## Système de jeu
Le gameplay de Fighters Uncaged est basé sur Kinect : il est nécessaire de réaliser divers mouvements pour pouvoir donner des coups à son adversaire ou se protéger. Pour taper, le joueur doit donner des coups de poing en direction du bas ou du haut en fonction de l'endroit où il souhaite frapper. Il est également possible de réaliser des coups de pied.
L'interaction avec le décor est possible en pratiquant certaines actions, ainsi que la capacité à donner des coups spéciaux. Il faut gagner deux manches différentes pour remporter le combat.

## Contenu
Le jeu propose 12 personnages différents et possédant chacun leurs propres coups spéciaux. On trouve aussi différentes arènes se trouvant aux 4 coins du monde.
Le titre est composé d'un tutoriel pour apprendre les bases du gameplay et de quatre modes de jeu :
- Le Mode Histoire où l'on se trouve dans la peau de Simon, un type qui s'est lancé dans le fight pour sauver la peau de son père ;
- Le Mode Duel permettant d'affronter l'IA ;

## Accueil critique
Il reçut de mauvaises critiques par la presse à cause d'un manque de contenu malgré un gameplay novateur mais sous exploité et imprécis.